# Acanthogyrus tripathi
Acanthogyrus tripathi är en hakmaskart som beskrevs av Rai 1967. Acanthogyrus tripathi ingår i släktet Acanthogyrus och familjen Quadrigyridae. Inga underarter finns listade i Catalogue of Life.